# Minibus

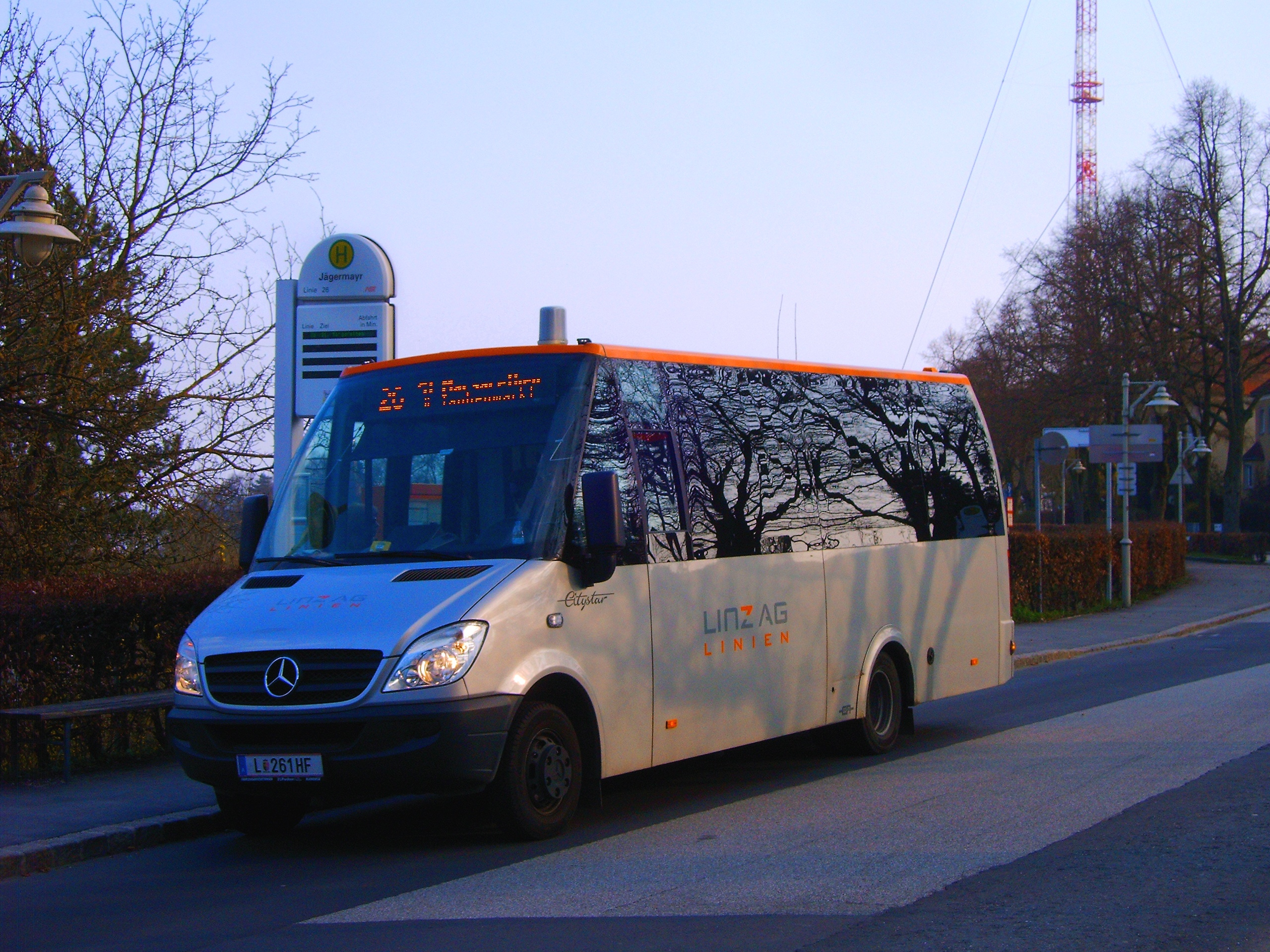
Ein Kleinbus im Linienverkehr

Minibusse, auch Kleinbusse, sind kleine Kraftomnibusse, die über mehr als neun Sitzplätze verfügen. Sie sind somit größer als Großraum-PKW, welche teilweise auch als Kleinbusse bezeichnet werden und zur Beförderung von höchstens neun Personen vorgesehen sind, jedoch kleiner als Midibusse, deren Gestaltung eher normalen Omnibussen ähnelt. Zum Führen von Minibussen ist die Führerscheinklasse D erforderlich; das Mindestalter zur Fahrgastbeförderung beträgt wie bei allen Omnibussen 21 Jahre. Der öffentliche Personennahverkehr (ÖPNV) außerhalb von Großstädten wird überwiegend vom Schülerverkehr (bis zu 80 %) bestimmt. Der Einsatz von großen Stadt- oder Überlandbussen ist für diese Aufgabe nicht sinnvoll. Minibusse werden auch im Bürgerbusverkehr eingesetzt. Sie umfassen etwa zwölf bis dreißig Sitzplätze, bieten Raum für Kinderwagen, Gepäck, Rollstühle und sind teilweise niederflurig. Diese sind im Linienverkehr auch insbesondere als Quartiers- oder Anrufbus unterwegs. Ein anderes Einsatzgebiet sind behindertengerechte Großraumtaxen.
Für den Einkaufs-, Freizeit- und in Regionen mit hoher Motorisierungsdichte auch im Berufsverkehr eignen sich kleinere Busse besser. Kleinbusse sind bei geringem Fahrgastaufkommen gegenüber großen Fahrzeugen umwelt- und fahrgastfreundlicher, sie ermöglichen zudem persönlichen Kontakt zum Fahrpersonal. Sie eignen sich auch für den Einsatz in engen Altstädten oder auf schmalen Dorfstraßen. Mit Allradantrieb können sie auch Transportaufgaben in unwegsamem Gelände erfüllen, das größeren Bussen nicht mehr zugänglich ist.
In der Regel basieren Minibusse auf der Plattform von Kleintransportern wie zum Beispiel des Ford Transit oder Verteiler-Lkw wie dem Mercedes-Benz Vario. Die Anpassung des Fahrgestells von Kleintransportern an die Personenbeförderung erfolgte bei einigen Minibus-Typen nur provisorisch, sodass der Federungskomfort für die Fahrgäste eingeschränkt ist und stoßartig Kräfte auf Fahrgäste einwirken, was angesichts der fehlenden Anschnallgurte und mangelhaften Seitenführungskräfte der Sitze problematisch sein kann.

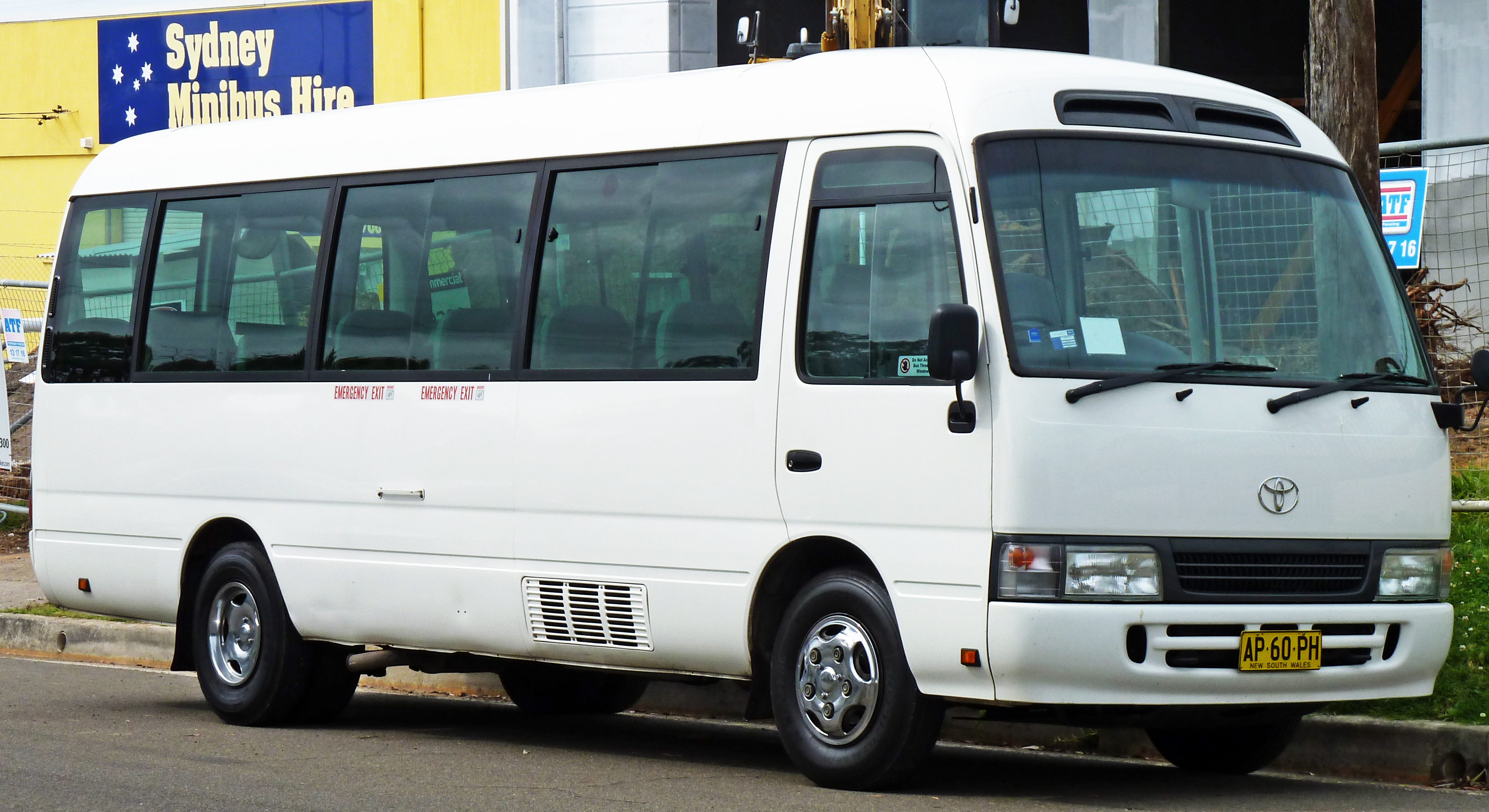
Toyota Coaster
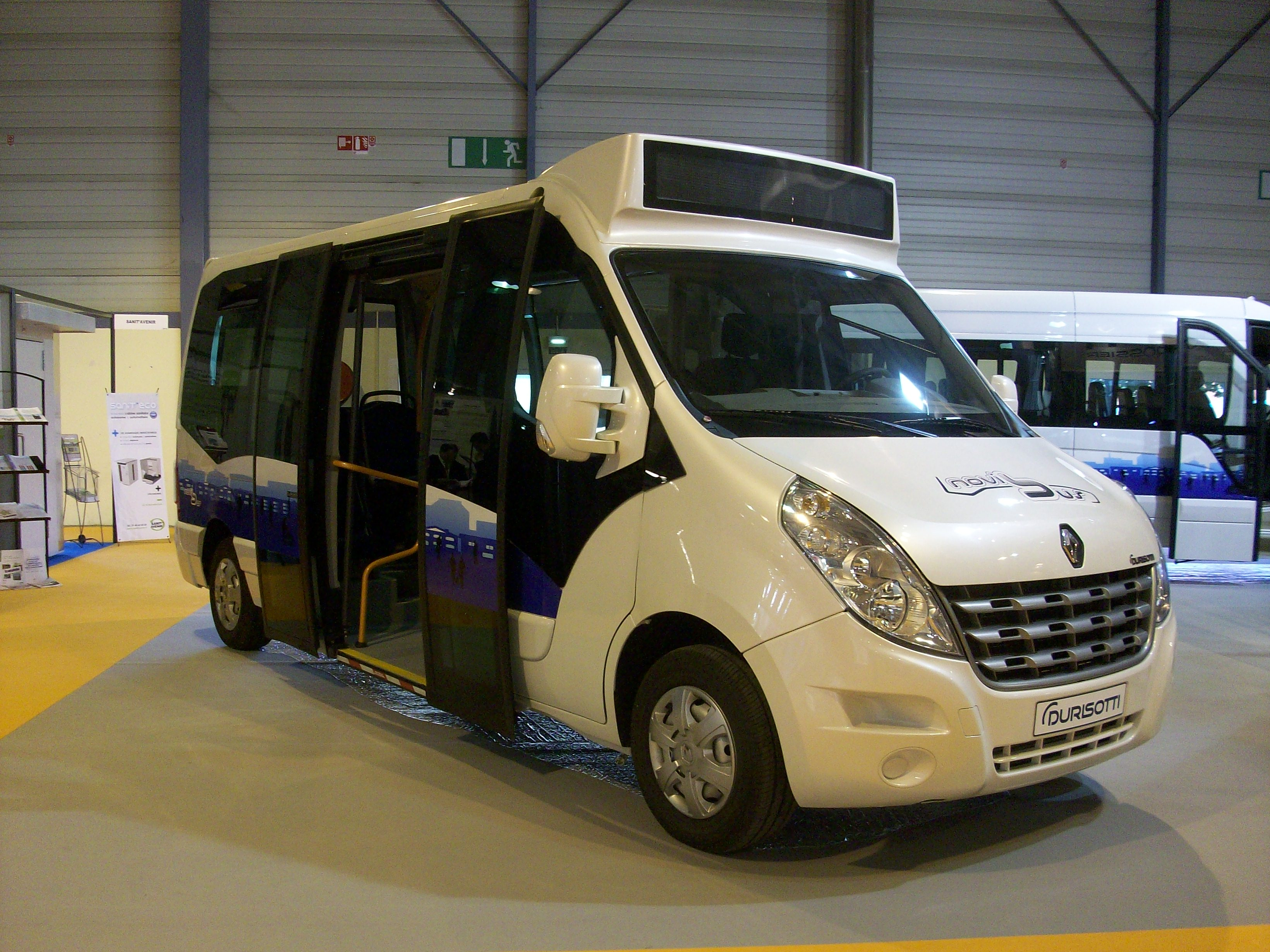
Renault Master III
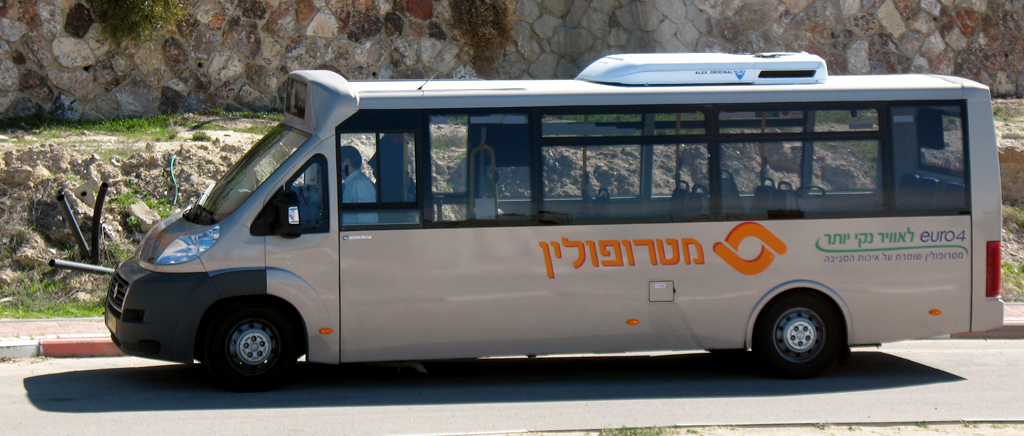
FIAT Ducato Minibus
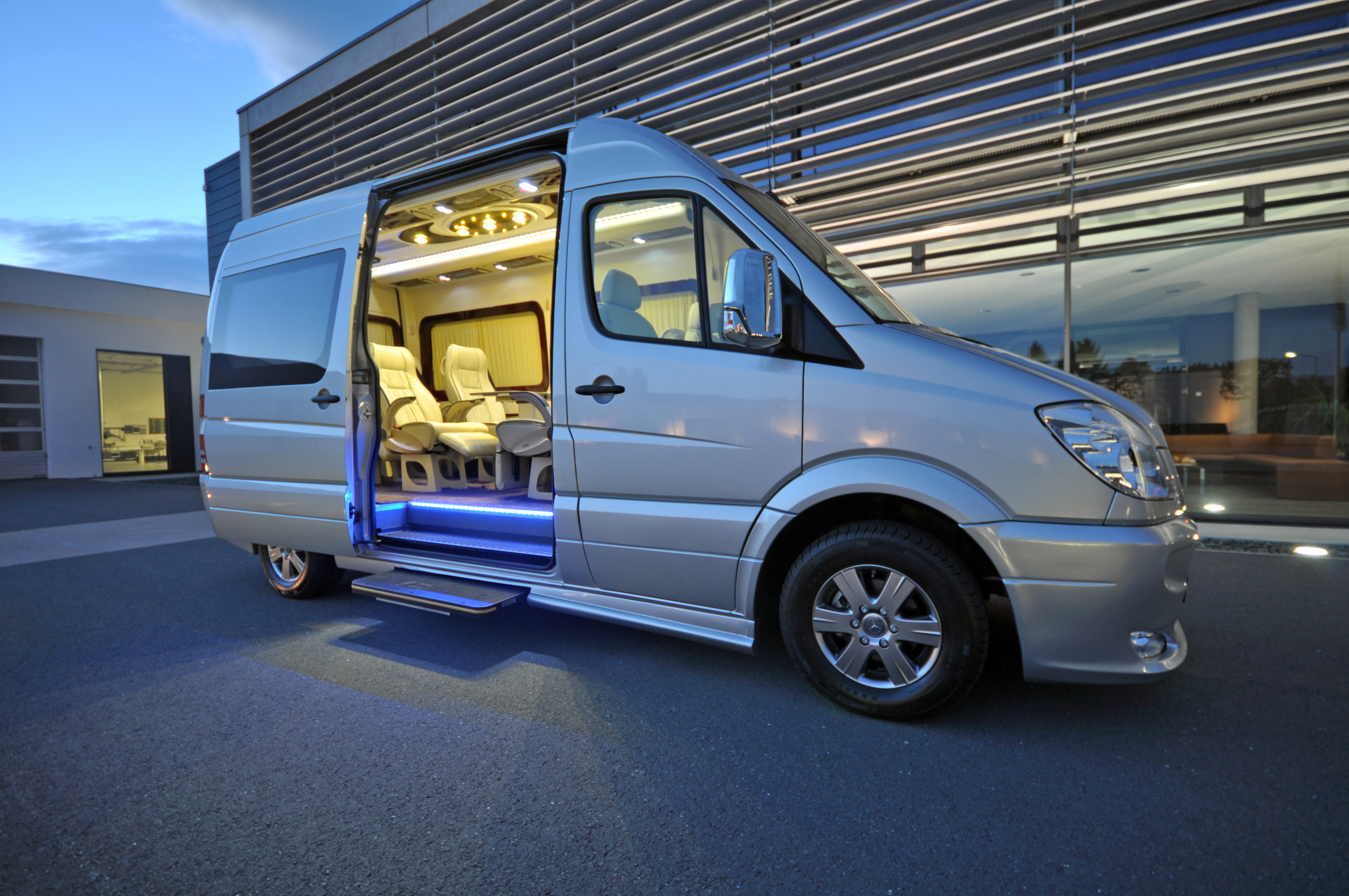
Diewert Luxusbus für ViP-Shuttle
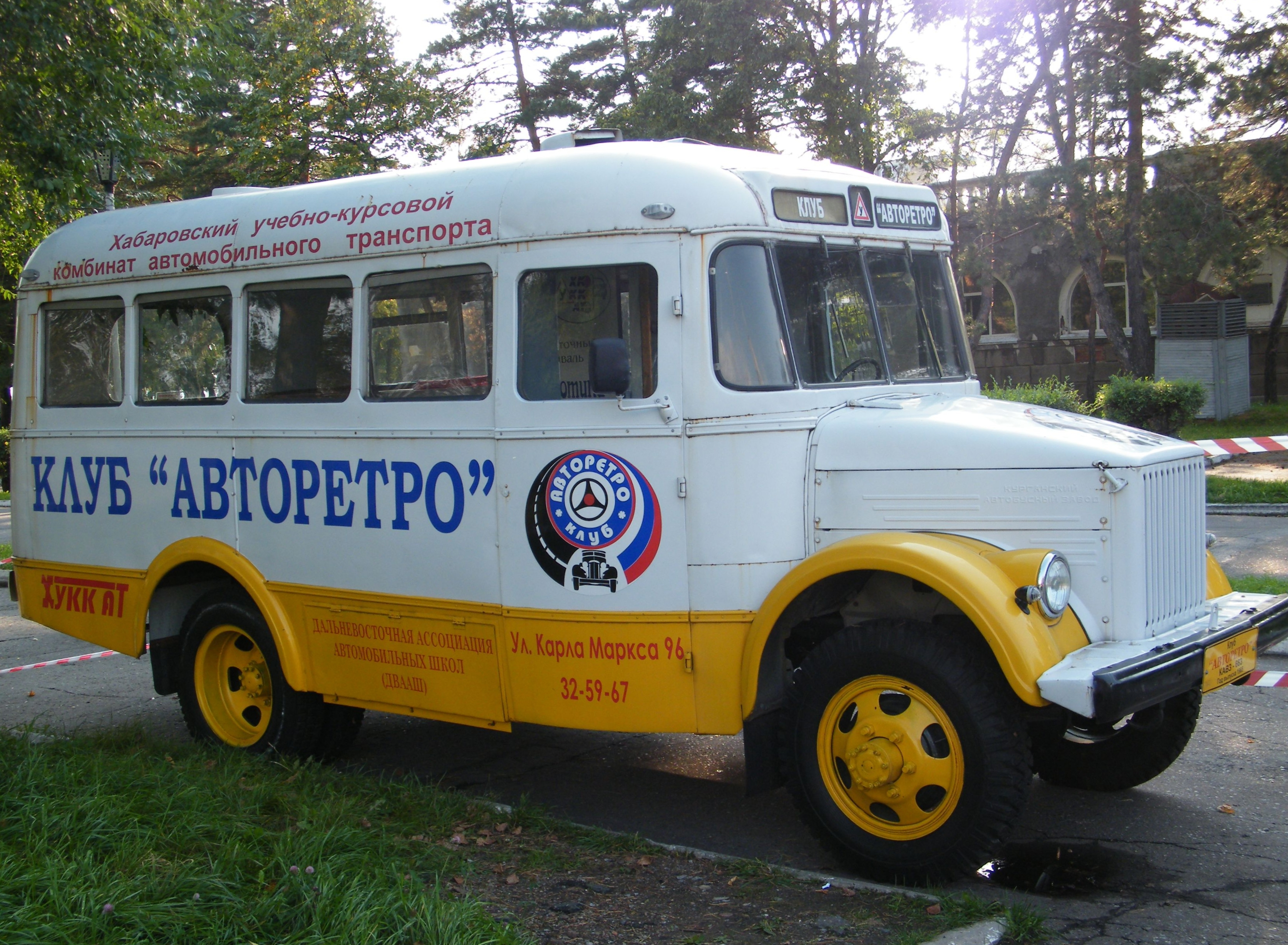
Historischer Minibus GZA-651
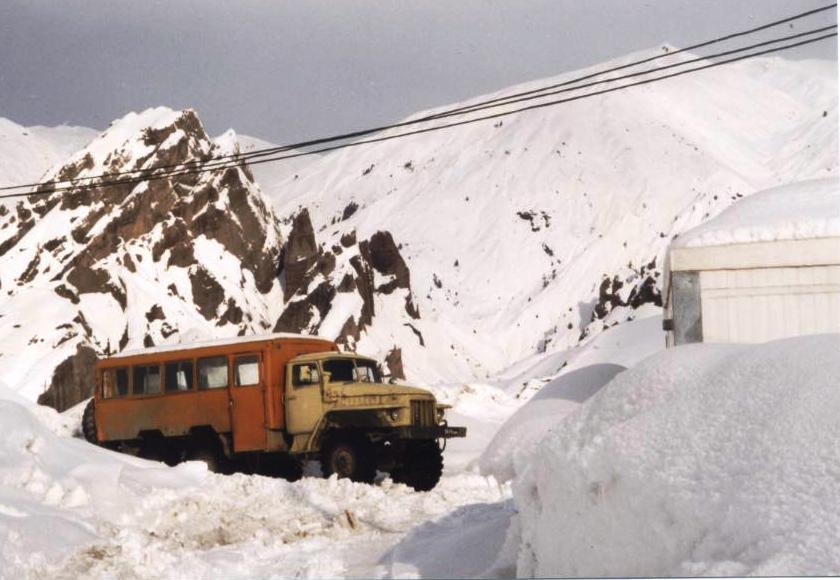
Ural-375 – ein Minibus für schweres Gelände

## Bekannte Vertreter der Klasse
- VW LT
- FIAT Ducato, Peugeot Boxer, Citroën Jumper
- Ford Transit
- Mercedes-Benz O 319
- Mercedes-Benz Vario
- Mercedes-Benz Sprinter, VW Crafter
- Nissan Interstar
- Renault Master, Nissan NV400, Opel Movano
- Neoplan MIC
- Ernst Auwärter Teamstar